# Pavle Jimsheladze
‌
Pas d'image ? Cliquez ici

a Compétitions nationales et continentales officielles uniquement.

b Matchs officiels uniquement.
Dernière mise à jour le 9 novembre 2021.
Pavle Paliko Jimsheladze (en géorgien : პავლე ჯიმშელაძე), né le 8 juillet 1975 à Roustavi (RSS de Géorgie), est un joueur de rugby à XV géorgien. Il joue en équipe de Géorgie entre 1995 et 2007, et évolue au poste de demi d'ouverture (1,80 m pour 88 kg).

## Carrière

### En club
Pavle Jimsheladze joue au Castres olympique de 2000 à 2001, au FC Grenoble de 2001 à 2002, au Stade aurillacois de 2002 à 2003 avant de rejoindre l'AC Bobigny en 2003 puis le Rugby club d'Arras en 2006 et enfin le SO Chambéry en 2007.

### En équipe nationale
Il a honoré sa première cape internationale en équipe de Géorgie le 23 mars 1995 contre l'équipe de Bulgarie.

## Palmarès

### En club
- Championnat de France de Pro D2 :
  - Vice-champion en 2002 avec le FC Grenoble

### En équipe nationale
- 57 sélections en équipe de Géorgie depuis 1995
- 9 essais, 61 transformations, 48 pénalités, 3 drops (320 points)
- Sélections par année : 3 en 1995, 3 en 1996, 1 en 1997, 5 en 1998, 2 en 1999, 5 en 2000, 7 en 2001, 6 en 2002, 10 en 2003, 1 en 2004, 1 en 2005, 9 en 2006, 4 en 2007
- En coupe du monde :
  - 2007 : 1 sélection (comme titulaire au poste d'arrière) (Argentine)
  - 2003 : 4 sélections (comme titulaire) (Angleterre, Samoa, Afrique du Sud, Uruguay)